# ディス・ビター・アース
「ディス・ビター・アース」(This Bitter Earth) は、1960年に、有名なリズム・アンド・ブルース歌手ダイナ・ワシントンの歌唱によって有名になった楽曲。この曲を書き、制作にあたったのはクライド・オーティスであった。この曲は、1960年7月25日付で『ビルボード』誌によるアメリカ合衆国のR&Bシングル・チャートで首位に立ち (en:List of number-one R&B singles of 1960 (U.S.))、ポップ・チャート（Billboard Hot 100）でも24位まで上昇した。この曲は、チャールズ・バーネットが監督した1978年の映画『Killer of Sheep』の中で、鍵となる役割を担っている。

## チャート
| チャート（1960年）              | 最高位 |
| ------------------------------- | ------ |
| 『ビルボード』Billboard Hot 100 | 24     |
| 『ビルボード』Hot R&B Songs     | 1      |

## その他のおもな録音
- 1964年、アレサ・フランクリンが、コロムビア・レコードから出したアルバム『Unforgettable: A Tribute to Dinah Washington』にカバーを収録した[7]。この録音は、後に2011年のコンピレーション・アルバム『グレイト・アメリカン・ソングブック』にも収録された[8]。
- 1970年5月、サティスファクションズ (The Satisfactions) がリリースしたバージョンが、全米R&Bチャートで36位まで上昇した[5][9]。
- 1992年、R&B/ソウル歌手ミキ・ハワード（英語版）が、アルバム『Femme Fatale』に、この曲を収録した[10]。
- 2004年、ブレイクコアのミュージシャンであるヴェネチアン・スネアズがこの曲からボーカルを取り出して、同じ曲名の自作曲の中に使用し、ミニアルバム『Moonglow / This Bitter Earth』に収録した[11]。
- 2006年、グラディス・ナイトは、ヴァーヴ・レコードからの移籍第一弾アルバム『Before Me』の6曲目に、この曲を収録した[12]。
- 2007年、R&B/ダンス歌手デボラ・コックス（英語版）は、この曲をリメイクし、アルバム『Destination Moon』に収録した[13]。
- 2010年6月10日、アメリカ合衆国のテレビ番組『アメリカン・ダンスアイドル (So You Think You Can Dance)』で、ミア・マイケルズ（英語版）が、この曲で踊った。
- 2010年2月、マーティン・スコセッシ監督の映画『シャッター アイランド』のサウンドトラックに、マックス・リヒターの「On the Nature of Daylight」とのマッシュアップで、この曲が使用された[14]。
- 2012年、マックス・リヒターとのマッシュアップが、ファンコム（英語版）が開発してエレクトロニック・アーツが発売したMMORPGゲーム『The Secret World』の予告編のサウンドトラックにフィーチャーされた。
- 2014年、スペインの歌手で作曲家でもあるペドロ・ルイ・ブラス（スペイン語版）は、アルバム『El Americano』でこの曲を取り上げた[15]。